# Jaskinia Nowoatońska
Jaskinia Nowoatońska (abch. Афон Ҿыцтәи аҳаҧы, Afon Czyctłi ahapy; gruz. ახალი ათონის მღვიმე, Achali Atonis Mghwime; ros. Новоaфонская пещера, Nowoafonskaja pieszczera) – jaskinia krasowa pod Górą Iwierską w mieście Nowy Aton w Abchazji. 
Jaskinia jest jedną z największych na świecie, o objętości 1,5 miliona metrów sześciennych. Głębokość jaskini sięga 186 m. Znajdujące się wewnątrz Jezioro Anatolija ma 25 m głębokości. Temperatura powietrza wynosi 10–13 °C, wilgotność około 100%.
W jaskini działa podziemna kolejka.
W pobliżu jaskini znajduje się cerkiew św. Szymona Apostoła, któremu przypisuje się pobyt w kompleksach jaskiń.
Jaskinię odkrył w 1961 roku Giwi Szałwowicz Smyr, mianowany w 2001 r. dyrektorem kompleksu. Od 1975 r. jaskinia jest dostępna do zwiedzania.

## Komory
W skład kompleksu wchodzi 9 komór, z których 6 jest otwartych do zwiedzania, dwie do tego przygotowywane, a jedna zarezerwowana na badania naukowe. Nazwy komór:
- Apsny,
- Speleologów, największa – długość 260 m, wysokość 50 m, szerokość 75 m,
- Narta,
- Apsar, najwyższa – do 70 m,
- Anakopia,
- Iweria,
- Ajucha,
- im. Giwi Smyra,
- komora do badań naukowych – bez nazwy

## Galeria

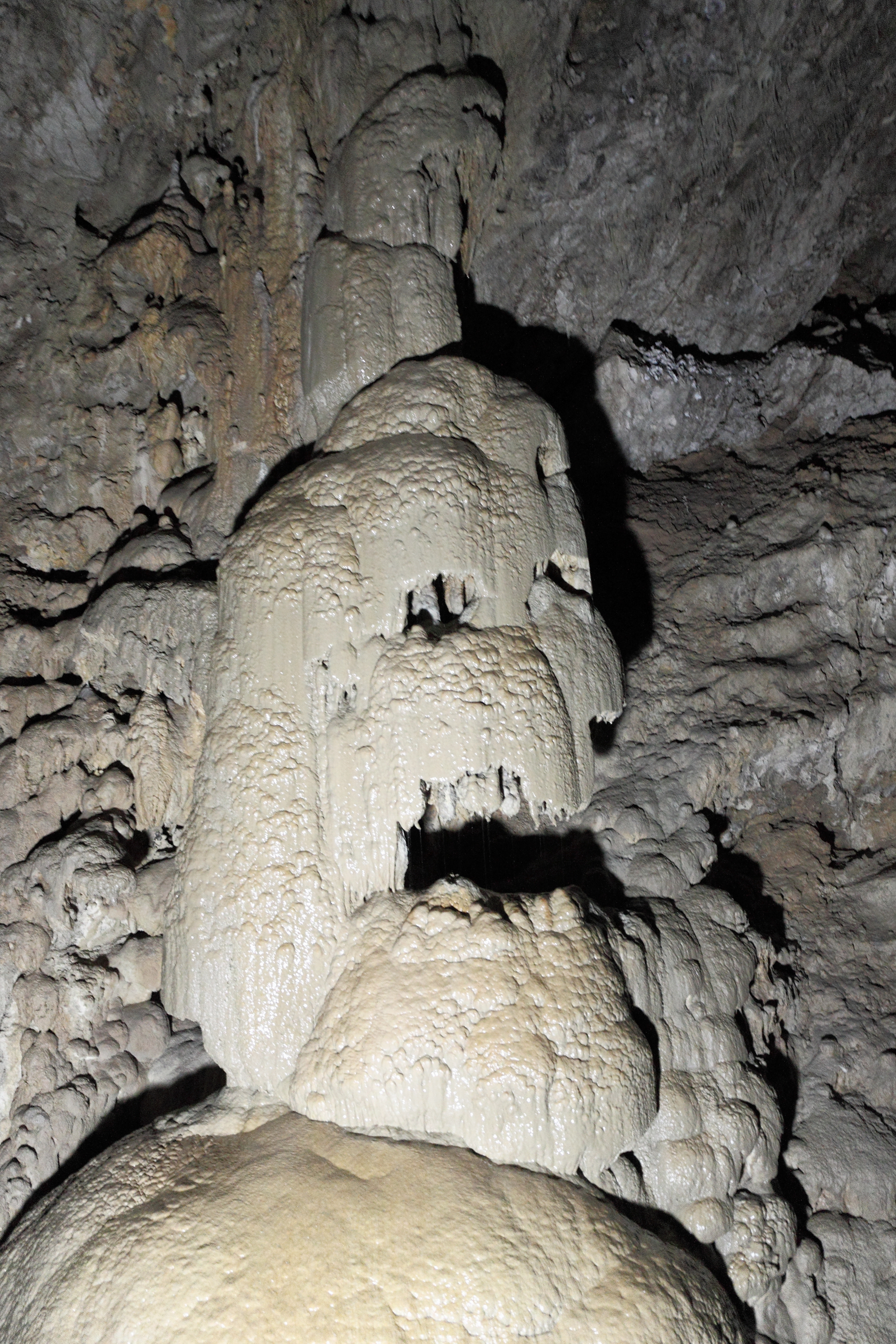
„Czaszka”
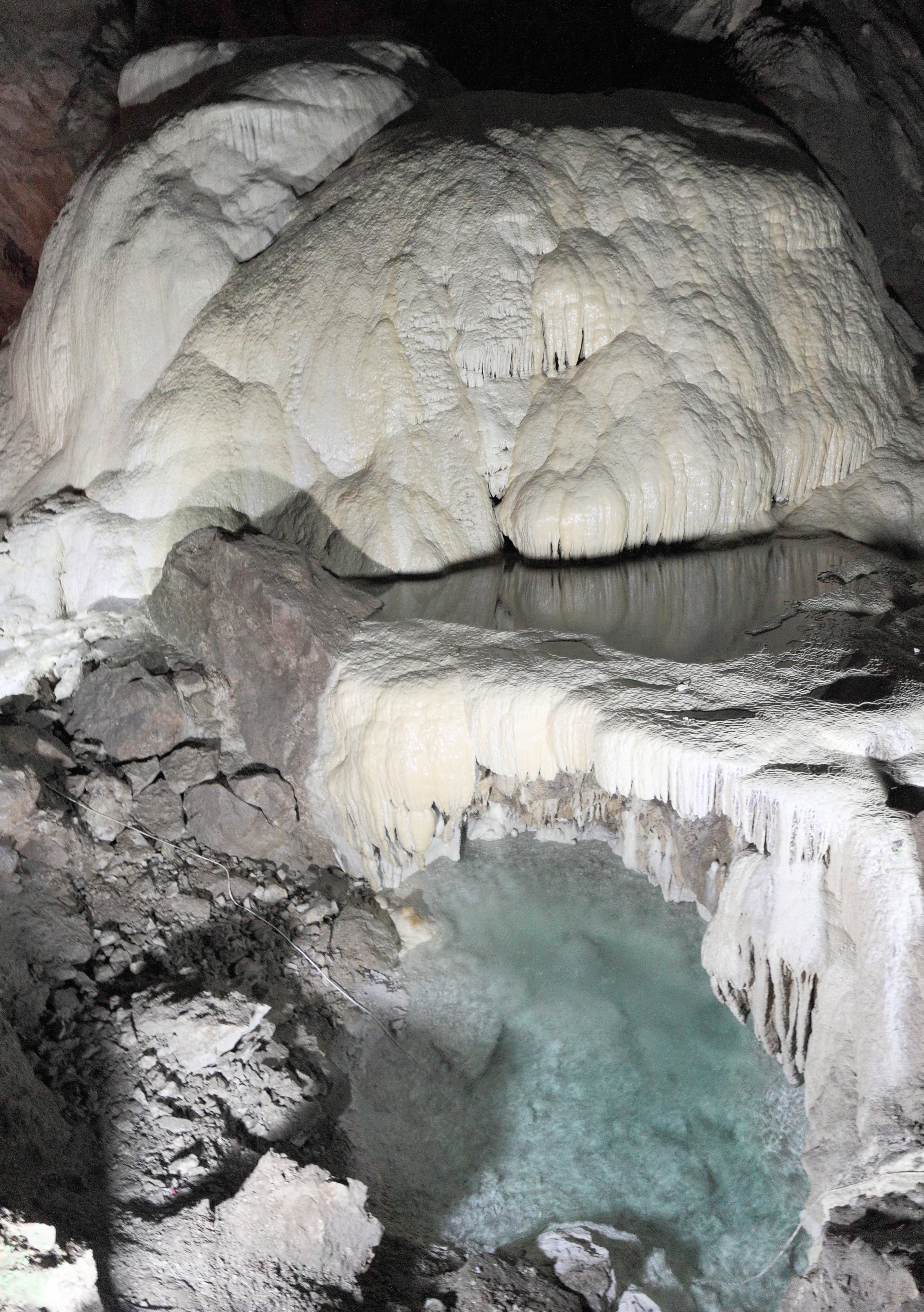
Stalagmit „Biała Góra”
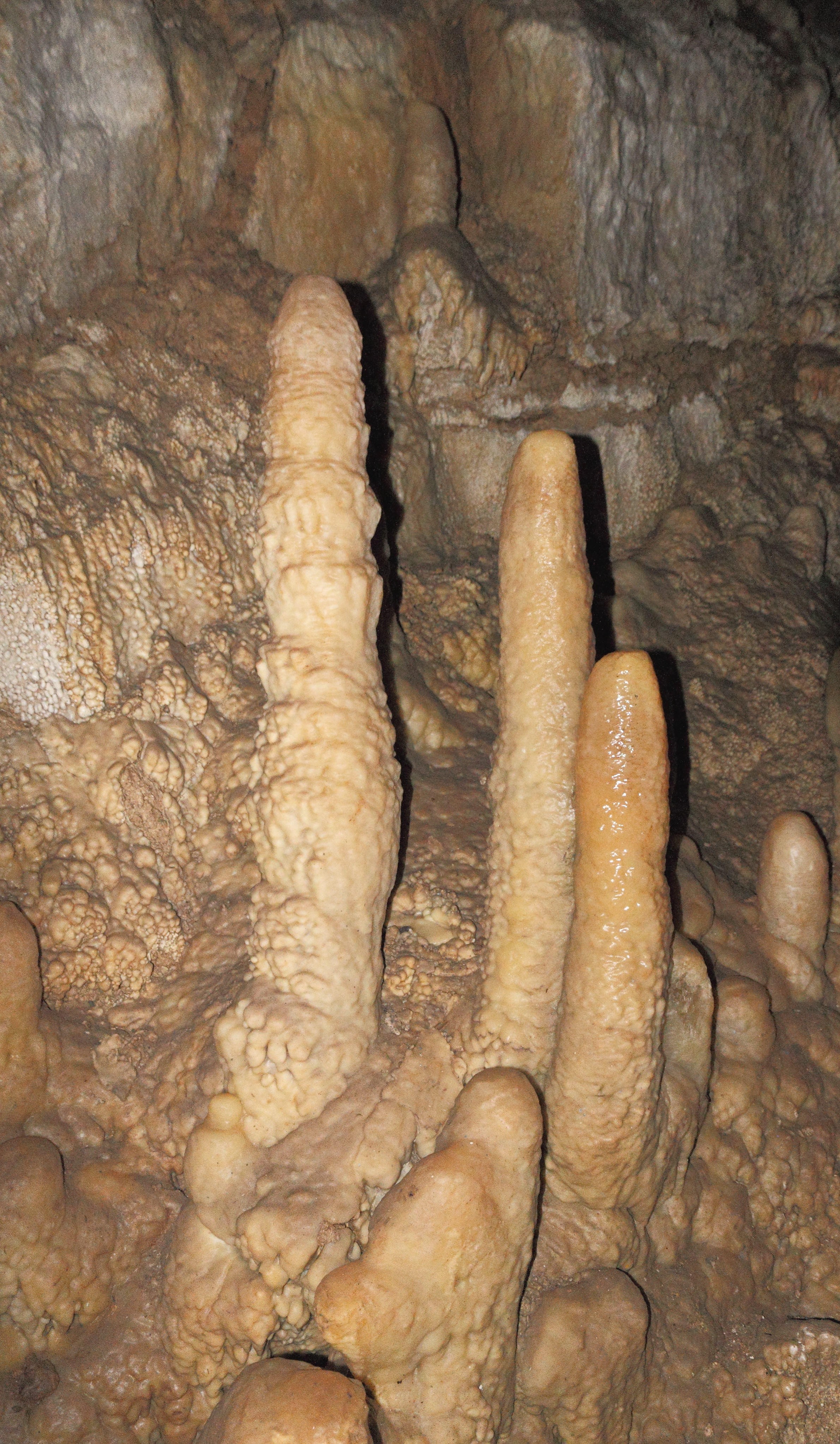
Stalagmity
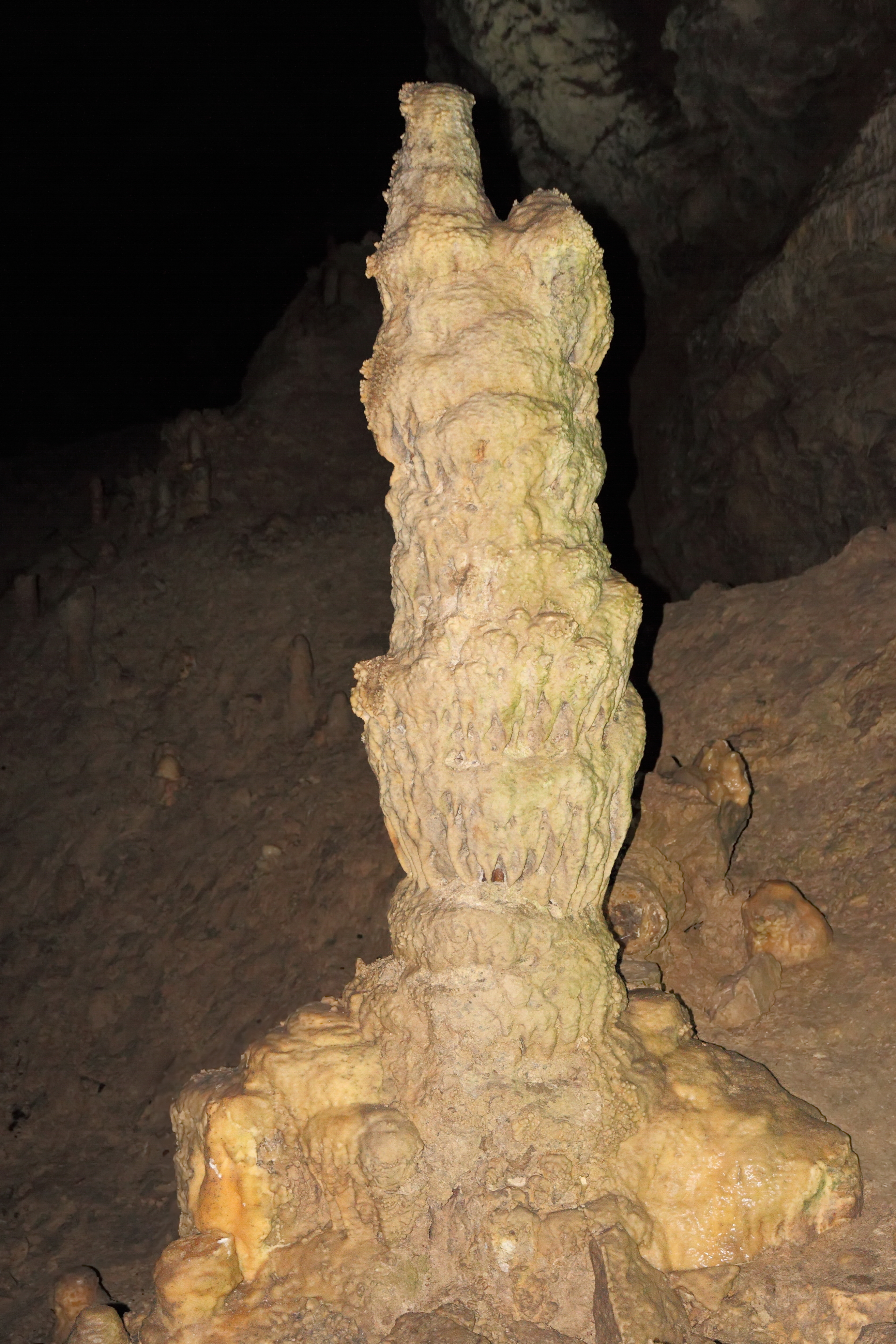
Stalagmity
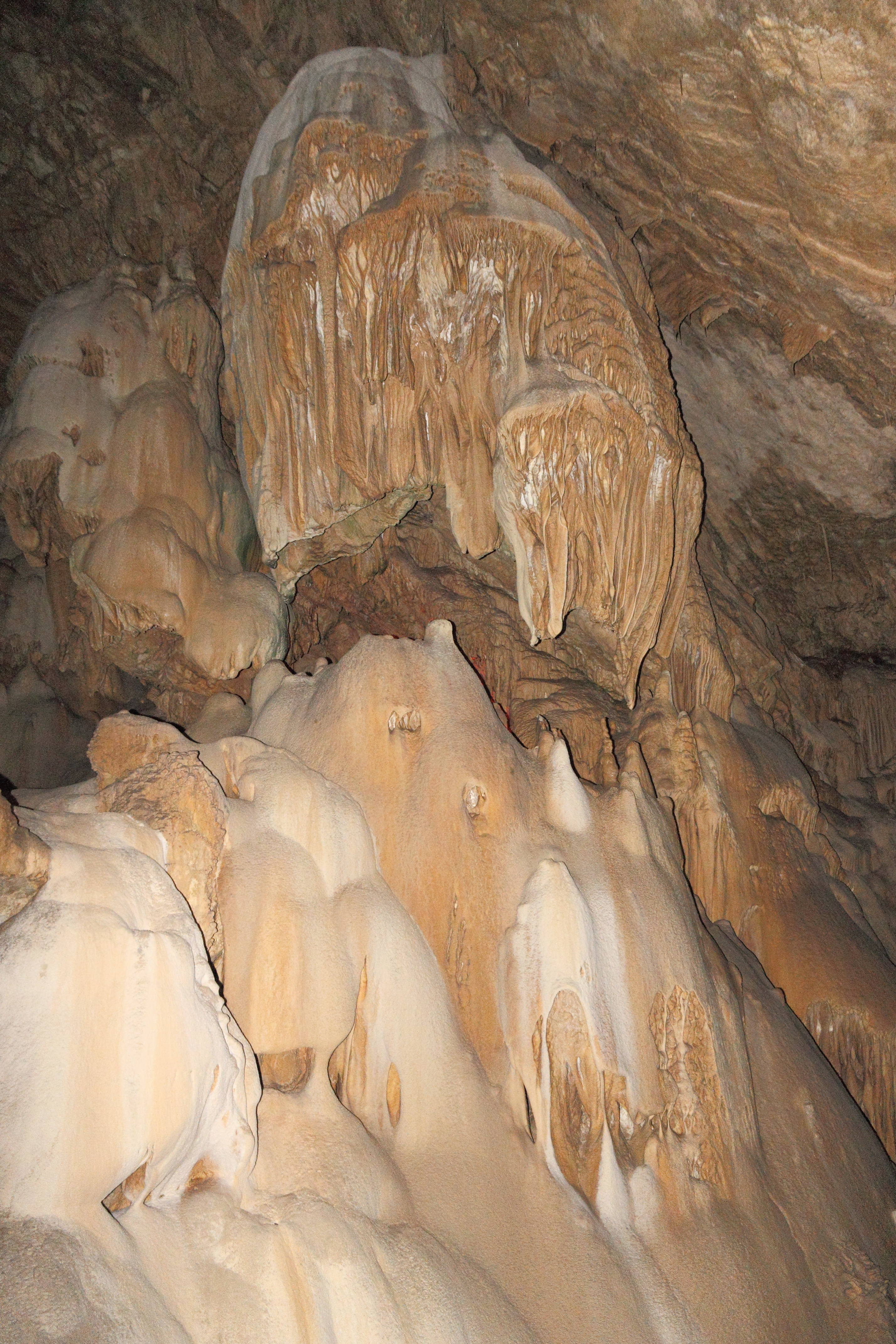
Formy naciekowe
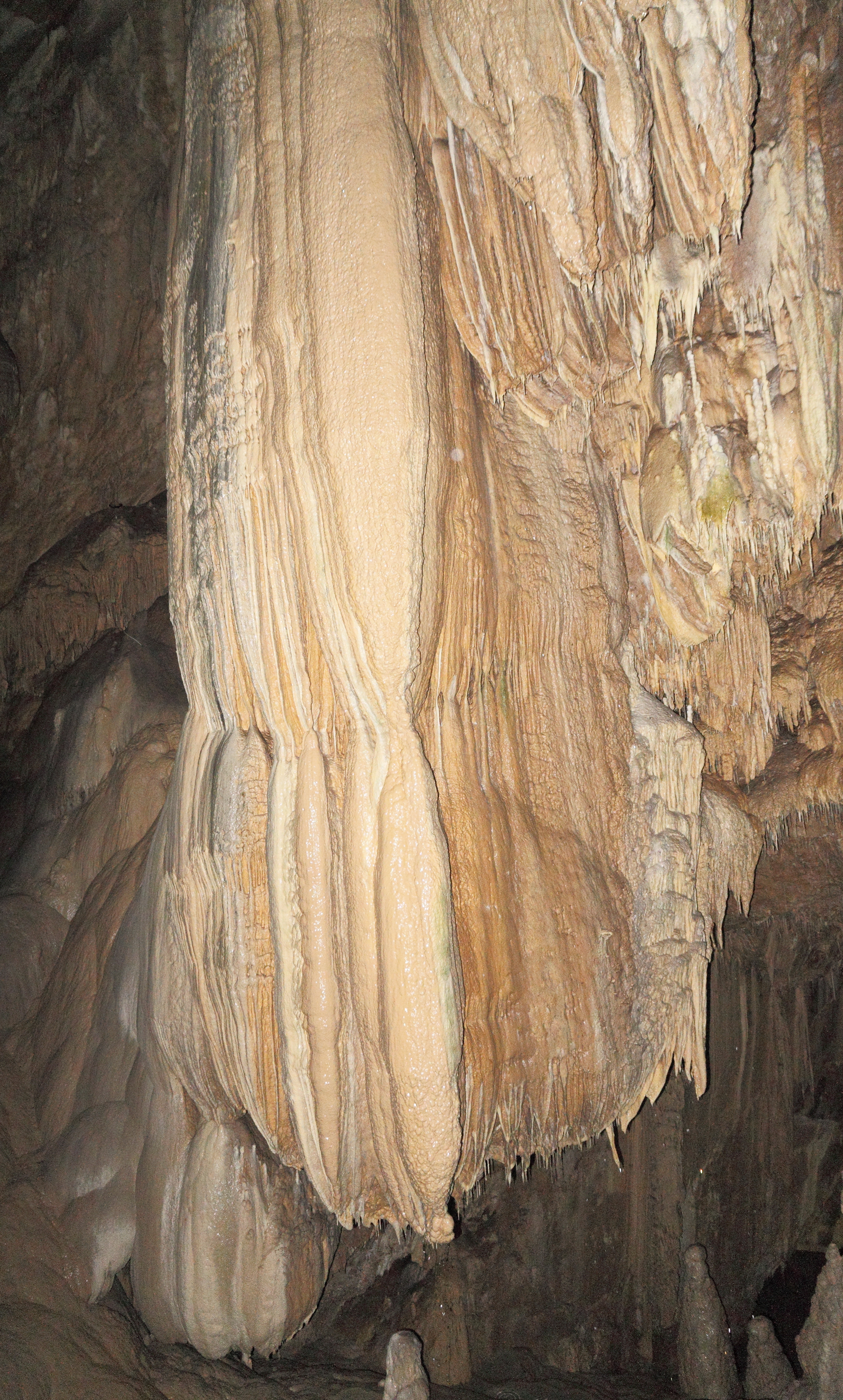
„Skamieniały wodospad”